# Roberto De Patre
Roberto De Patre, né le 13 septembre 1988 à Atri, est un coureur cycliste italien.

## Palmarès en cyclo-cross
- 2008-2009
  - 3e du championnat d'Italie de cyclo-cross espoirs